# La Roche-sur-Grane
Pour les articles homonymes, voir La Roche.
La Roche-sur-Grâne redirige ici.
La Roche-sur-Grane est une commune française située dans le département de la Drôme, en région Auvergne-Rhône-Alpes.

## Géographie

### Localisation
La Roche-sur-Grane est située à 12 km au sud-ouest de Crest (chef-lieu du canton), à 17 km au sud-est de Loriol et à 26 km au nord-est de Montélimar.

### Relief et géologie
Sites particuliers :
- Le pont culminant est la colline du Fayn (497 m), située en limite sud-est de la commune.
- Col de Deves (panorama)[1].
- Col de Tartaiguille (panorama)[1].

### Climat
Pour des articles plus généraux, voir Climat d'Auvergne-Rhône-Alpes et Climat de la Drôme.
En 2010, le climat de la commune est de type climat méditerranéen altéré, selon une étude du Centre national de la recherche scientifique s'appuyant sur une série de données couvrant la période 1971-2000. En 2020, Météo-France publie une typologie des climats de la France métropolitaine dans laquelle la commune est dans une zone de transition entre le climat de montagne et le climat méditerranéen et est dans une zone de transition entre les régions climatiques « Provence, Languedoc-Roussillon » et « Alpes du sud ». 
Pour la période 1971-2000, la température annuelle moyenne est de 12,6 °C, avec une amplitude thermique annuelle de 17,7 °C. Le cumul annuel moyen de précipitations est de 929 mm, avec 6,9 jours de précipitations en janvier et 4,6 jours en juillet. Pour la période 1991-2020, la température moyenne annuelle observée sur la station météorologique de Météo-France la plus proche, « Puy-Saint-Martin », sur la commune de Puy-Saint-Martin à 6 km à vol d'oiseau, est de 13,9 °C et le cumul annuel moyen de précipitations est de 923,0 mm,. Pour l'avenir, les paramètres climatiques de la commune estimés pour 2050 selon différents scénarios d'émission de gaz à effet de serre sont consultables sur un site dédié publié par Météo-France en novembre 2022.

### Voies de communication et transports
La commune dispose d'un héliport. Son territoire est traversé par la LGV Sud-Est.

## Urbanisme

### Typologie
Au 1er janvier 2024, La Roche-sur-Grane est catégorisée commune rurale à habitat très dispersé, selon la nouvelle grille communale de densité à 7 niveaux définie par l'Insee en 2022.
Elle est située hors unité urbaine. Par ailleurs la commune fait partie de l'aire d'attraction de Crest, dont elle est une commune de la couronne,. Cette aire, qui regroupe 17 communes, est catégorisée dans les aires de moins de 50 000 habitants,.

### Occupation des sols
L'occupation des sols de la commune, telle qu'elle ressort de la base de données européenne d’occupation biophysique des sols Corine Land Cover (CLC), est marquée par l'importance des forêts et milieux semi-naturels (52,4 % en 2018), en diminution par rapport à 1990 (53,4 %). La répartition détaillée en 2018 est la suivante : 
forêts (52,4 %), zones agricoles hétérogènes (34,3 %), prairies (13,3 %). L'évolution de l’occupation des sols de la commune et de ses infrastructures peut être observée sur les différentes représentations cartographiques du territoire : la carte de Cassini (XVIIIe siècle), la carte d'état-major (1820-1866) et les cartes ou photos aériennes de l'IGN pour la période actuelle (1950 à aujourd'hui).

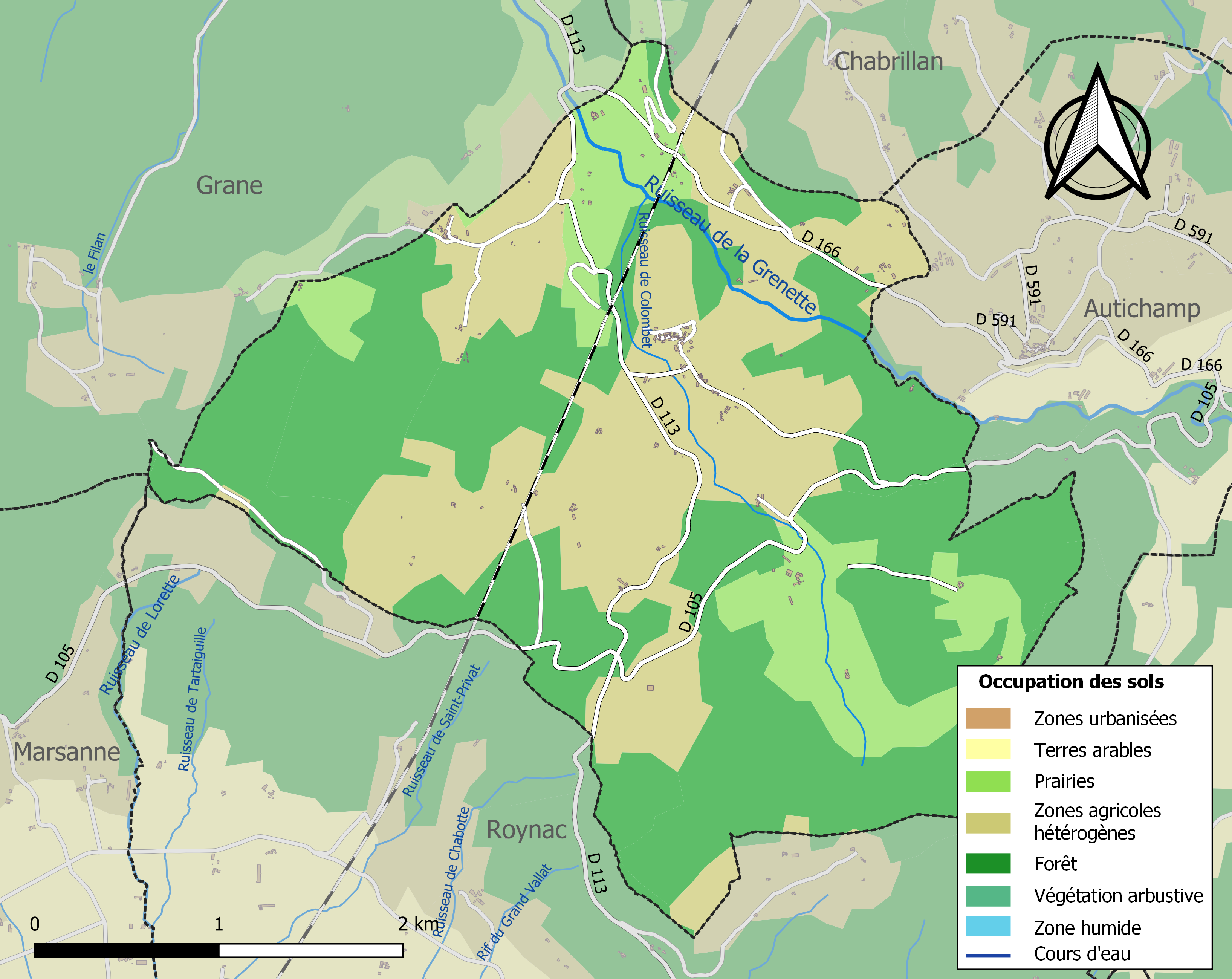
Carte des infrastructures et de l'occupation des sols de la commune en 2018 (CLC).

### Morphologie urbaine
Village perché.

#### Quartiers, hameaux et lieux-dits
Site Géoportail (carte IGN) :
- Albrand
- Baret
- Benoît
- Blanc
- Boiffis
- Brunel
- Maison Girardon
- Chaix
- Chaix
- Chapelle Saint-Bonnet
- Courbière
- Darlande
- Dupont
- Gronlier
- Issartel
- la Seauve
- le Berger
- le Bompart
- le Chanchaneau
- le Mouras
- le Platet
- le Rang
- les Amanins
- les Buis
- les Charous
- les Jouves
- les Plantiers
- les Brésillons
- les Chirouzes
- les Fayes
- les Micouleaux
- les Rouins
- les Treilayes
- le Terron
- Maraude
- Mestron
- Pelette
- Pourtier
- Saint-Étienne
- Teissier
- Veyrier

Anciens quartiers, hameaux et lieux-dits :
- les Amanins est un quartier attesté en 1891. Il était dénommé herme des Amanens en 1760 (Royanné, notaire à Crest)[14].

## Toponymie

### Attestations
Dictionnaire topographique du département de la Drôme :
- 1279 : Ruppis prope Granam (inventaire de la chambre des comptes).
- 1332 : Rocha prope Granam (Gall. christ., XVI, 130).
- XIVe siècle : mention de la paroisse : ecclesia de Ruppe (pouillé de Valence).
- 1391 : Roche emprès Grane (choix de documents, 214).
- 1395 : castrum Ruppis supra Granam (archives municipales de Grane).
- 1498 : castrum de Ruppe Valentinis (Homm. de Clérieu).
- 1549 : mention de l'église Saint-Jacques et Saint-Christophe : ecclesia Sancti Jacobi prope Granam (rôle de décimes).
- 1555 : La Roche dessus Grâne (Homm. de Clérieu).
- 1891 : La Roche-sur-Grâne, commune du canton de Crest-Sud.

(non daté)[réf. nécessaire] : La Roche-sur-Grane.

## Histoire
Pour un article plus général, voir Histoire de la Drôme.

### Du Moyen Âge à la Révolution
La seigneurie :
- Au point de vue féodal, La Roche-sur-Grane était une terre du patrimoine des comtes de Valentinois.
- 1289 : elle est donnée aux Baix en échange de la terre de ce dernier nom.
- 1381 : passe (par mariage) aux (du) Puy de Rochefort (ou Dupuy-Rochefort).
- 1628 : passe aux Beaumont, derniers seigneurs.

Avant 1790, La Roche-sur-Grane était une communauté de l'élection de Montélimar, de la subdélégation et sénéchaussée de Crest.

Elle formait une paroisse du diocèse de Valence, dont l'église, dédiée à saint Jacques et saint Christophe, dépendait du prieuré de Grane, dont le titulaire avait la collation de la cure et les dîmes de cette paroisse.

### De la Révolution à nos jours
En 1790, la commune est comprise dans le canton de Chabrillan. La réorganisation de l'an VIII (1799-1800) la place dans le canton de Crest-Sud.

## Politique et administration

### Liste des maires
| Période                                                                      | Période                       | Identité                               | Étiquette | Qualité       |
| ---------------------------------------------------------------------------- | ----------------------------- | -------------------------------------- | --------- | ------------- |
| Les données manquantes sont à compléter. : de la Révolution au Second Empire |                               |                                        |           |               |
| 1790                                                                         | 1871                          | ?                                      |           |               |
| Les données manquantes sont à compléter. : depuis la fin du Second Empire    |                               |                                        |           |               |
| 1871                                                                         | 1874                          | ?                                      |           |               |
| 1874                                                                         | 1878                          | ?                                      |           |               |
| 1878                                                                         | 1884                          | ?                                      |           |               |
| 1884                                                                         | 1888                          | ?                                      |           |               |
| 1888                                                                         | 1892                          | ?                                      |           |               |
| 1892                                                                         | 1896                          | ?                                      |           |               |
| 1896                                                                         | 1900                          | ?                                      |           |               |
| 1900                                                                         | 1904                          | ?                                      |           |               |
| 1904                                                                         | 1908                          | ?                                      |           |               |
| 1908                                                                         | 1912                          | ?                                      |           |               |
| 1912                                                                         | 1919                          | ?                                      |           |               |
| 1919                                                                         | 1925                          | ?                                      |           |               |
| 1925                                                                         | 1929                          | ?                                      |           |               |
| 1929                                                                         | 1935                          | ?                                      |           |               |
| 1935                                                                         | 1945                          | ?                                      |           |               |
| 1945                                                                         | 1947                          | ?                                      |           |               |
| 1947                                                                         | 1953                          | ?                                      |           |               |
| 1953                                                                         | 1959                          | ?                                      |           |               |
| 1959                                                                         | 1965                          | ?                                      |           |               |
| 1965                                                                         | 1971                          | ?                                      |           |               |
| 1971                                                                         | 1977                          | ?                                      |           |               |
| 1977                                                                         | 1978                          | ?                                      |           |               |
| 1978 (élection ?)                                                            | 1983                          | Christian Bonnet                       |           |               |
| 1983                                                                         | 1989                          | Christian Bonnet                       |           | maire sortant |
| 1989                                                                         | 1995                          | Christian Bonnet                       |           | maire sortant |
| 1995                                                                         | 2001                          | Christian Bonnet                       |           | maire sortant |
| 2001                                                                         | 2008                          | Christian Bonnet                       |           | maire sortant |
| 2008                                                                         | 2014                          | Christian Bonnet                       |           | maire sortant |
| 2014                                                                         | 2020                          | Christian Bonnet                       |           | maire sortant |
| 2020                                                                         | En cours (au 26 février 2021) | Christian Bonnet[source insuffisante], |           | maire sortant |

### Rattachements administratifs et électoraux
La commune est intégrée à la communauté de communes du Val de Drôme.

### Politique environnementale
La commune dispose d'une station de traitement des eaux.

## Population et société

### Démographie
L'évolution du nombre d'habitants est connue à travers les recensements de la population effectués dans la commune depuis 1793. Pour les communes de moins de 10 000 habitants, une enquête de recensement portant sur toute la population est réalisée tous les cinq ans, les populations de référence des années intermédiaires étant quant à elles estimées par interpolation ou extrapolation. Pour la commune, le premier recensement exhaustif entrant dans le cadre du nouveau dispositif a été réalisé en 2006.

En 2022, la commune comptait 190 habitants, en évolution de +9,2 % par rapport à 2016 (Drôme : +2,64 %, France hors Mayotte : +2,11 %).
| 1793 | 1800 | 1806 | 1821 | 1831 | 1836 | 1841 | 1846 | 1851 |
| ---- | ---- | ---- | ---- | ---- | ---- | ---- | ---- | ---- |
| 301  | 273  | 325  | 394  | 362  | 333  | 336  | 356  | 337  |

| 1856 | 1861 | 1866 | 1872 | 1876 | 1881 | 1886 | 1891 | 1896 |
| ---- | ---- | ---- | ---- | ---- | ---- | ---- | ---- | ---- |
| 329  | 312  | 314  | 272  | 245  | 240  | 213  | 206  | 198  |

| 1901 | 1906 | 1911 | 1921 | 1926 | 1931 | 1936 | 1946 | 1954 |
| ---- | ---- | ---- | ---- | ---- | ---- | ---- | ---- | ---- |
| 210  | 210  | 202  | 171  | 177  | 169  | 171  | 162  | 127  |

| 1962 | 1968 | 1975 | 1982 | 1990 | 1999 | 2006 | 2011 | 2016 |
| ---- | ---- | ---- | ---- | ---- | ---- | ---- | ---- | ---- |
| 119  | 105  | 113  | 118  | 137  | 121  | 150  | 168  | 174  |

| 2021 | 2022 | - | - | - | - | - | - | - |
| ---- | ---- | - | - | - | - | - | - | - |
| 181  | 190  | - | - | - | - | - | - | - |

### Enseignement
La commune relève de l'académie de Grenoble.

### Manifestations culturelles et festivités
- Fête : le dernier dimanche de juillet[1].

### Loisirs
- Chasse[1].

### Médias
Le territoire de la commune se situe dans l'aire de diffusion de plusieurs médias :
- Presse écrite
  - Le Dauphiné libéré, quotidien régional qui consacre, chaque jour, y compris le dimanche, dans son édition de « Romans et Drôme des collines » un ou plusieurs articles à l'actualité du canton et de la commune, ainsi que des informations sur les éventuelles manifestations locales, les travaux routiers, et autres événements divers à caractère local.
  - L'Agriculture Drômoise, journal d'informations agricoles et rurales, couvre l'ensemble du département de la Drôme.
  - Drôme Hebdo (ancien Peuple Libre), hebdomadaire chrétien d'informations.
- Presse audio-visuelle
  - France Bleu est une radio publique diffusée sur son territoire.

### Cultes
La communauté catholique de La Roche-sur-Grane fait partie de l'Unité Pastorale Crestois Diois.

## Économie

### Agriculture
En 1992 : pâturages, lavande.

## Culture locale et patrimoine

### Lieux et monuments
- Vestiges de fortifications : tours[1].
- Château reconstruit au XVIIIe siècle[réf. nécessaire].
- Fermes fortes[1].
- Église Saint-Jacques-et-Saint-Christophe de La Roche-sur-Grane, remaniée : parties anciennes, curieux gros clocher[1].
- Chapelle ruinée de Saint-Bonnet[1].
- Tunnel de Tartaiguille creusé en 1996-1997 (2,34 km de long) pour la ligne à grande vitesse du LGV Méditerranée[réf. nécessaire].

### Patrimoine culturel
- Site agro-écologique les Amanins créé en 2004 par Michel Valentin et Pierre Rabhi. Le but (non lucratif) de ce centre et de l'association les Amanins est de travailler autour de trois axes (agriculture, éducation et construction). Son thème est « Quelle planète laisserons-nous à nos enfants, quels enfants laisserons-nous à la planète ? »[réf. nécessaire].

### Patrimoine naturel
- La Colline du Fayn, point culminant de la commune, tire son nom d'un bouquet de hêtres issu d'un hêtre isolé qui a réussi à pousser sur un lieu qui ne lui était a priori pas favorable. Ces hêtres sont restés en place depuis plusieurs siècles. Ils ont servi de borne permanente à la limite de plusieurs communes (La Roche-sur-Grane, Roynac et La Répara-Auriples[23].

### Héraldique, logotype et devise
|  | La Roche-sur-Grane possède des armoiries dont l'origine et le blasonnement exact ne sont pas disponibles. |

## Pour approfondir